# Игольников, Владимир Михайлович
Владимир Михайлович Игольников — инженер-строитель, лауреат Государственной премии СССР (1987).

## Биография
Родился 22.01.1937 в Киеве.
После окончания Киевского горного техникума (1957) работал мастером, прорабом СУ № 6 треста «Укрзападшахтострой». В 1957—1960 гг. служил в армии.
В 1960—1965 гг. студент Киевского инженерно-строительного института. В 1965—1967 гг. работал в строительных организациях Киева.
С 1967 г. главный инженер строительно-монтажного управления № 1 Главтюменнефтегазстроя. Возглавлял тресты «Уренгойгазпромстрой» и «Сургутспецжилстрой».
С 1981 г. главный инженер, зам. начальника Главуренгойгазстроя. С 1985 г. начальник Главного территориального производственно-распорядительного управления Миннефтегазстроя СССР по Тюменской области.
С 1987 г. зам. министра строительства предприятий нефтяной и газовой промышленности СССР.
С 1991 г. зам. председателя правления АО «Роснефтегазстрой», с 2000 г. — вице-президент.
Кандидат технических наук (1992). Автор научных работ по технологии крупноблочного строительства нефтегазовых объектов.
Лауреат Государственной премии СССР (1987) — за разработку и внедрение научно-технических решений, обеспечивших ускоренное освоение Уренгойского газового месторождения (Сеноманская пустошь).
Заслуженный строитель РФ (1997). Награждён орденами Трудового Красного Знамени (1986), «Знак Почёта» (1981), медалями.